# Nathaniel Brown
Nathaniel Brown (20 de mayo de 1988) es un actor, director y director creativo estadounidense.

## Carrera
Brown actuó como protagonista de la película de Gaspar Noé; Enter the Void, junto a Paz De La Huerta.
Como director y director creativo, Brown ha trabajado en publicidad, moda y el mundo musical, colaborando con artistas cómo Kanye West, Beyonce, Swedish House Mafia, y casas de moda cómo John Elliot o En Noir.